# Генрі Айртон
Ге́нрі А́йртон (англ. Henry Ireton; 3 листопада 1611 — 26 листопада 1651) — діяч англійської революції, один з організаторів нової (парламентської) армії (так званої армії нового зразка). Належав до поміркованих індепендентів, мав великий вплив на Олівера Кромвеля.

## Життєпис
Походив із дрібного шляхетського роду. Освіту отримав в Оксфорді у 1626—1629 роках, після чого увійшов до корпорації правознавців Мідл-Темпл. З початком громадянської війни став на бік парламенту, у складі армії графа Роберта Ессекса в битвах при Еджхілі (1642) та Гейнсборо (1643). 1643 року став заступником Олівера Кромвеля, губернатора Ілі.
1644 року повернувся до армії, де служив під орудою графа Едварда Манчестера, генерал-майора Східної асоціації (парламентських військ східних графств). Того ж року після Другої битви при Ньюбері спільно з Кромвелем виступив проти графа Манчестера і став одним з організаторів нової армії, так званої армії «Нового зразка», «або нового строю». У битві під Нейсбі командував лівим крилом, а Кромвель — правим. 1645 року був обраний до Довгого парламенту. 1646 року одружився з дочкою Кромвеля Бріджит.
У конфлікті між парламентом і армією довго коливався і лише небезпека втратити контроль над військом змусила його стати на бік солдатів. 1647 року підтримував у палаті громад петиції солдатів проти планів парламенту розпустити армію. Брав участь в організації Генеральної Ради армії, де генералітет («гранди») і представники армійських низів («агітатори»), які йшли за левелерами, виробляли загальну політичну лінію. Айртон — автор або співавтор основних програмних документів, написаних від імені армії, зокрема «Декларації армії» (1647) та «Голови пропозицій» (1647). У цих документах висувалися вимоги розпуску парламенту, проведення нових виборів, визнання свободи віросповідання протестантських сект та зміни виборного законодавства. Айртон брав участь у переговорах із королем і намагався переконати Карла I прийняти «Голови речень». На дебатах у Петні практично один відстоював позицію «грандів» проти левелерів. Також обстоював монархічний лад як знаряддя влади переважно нового дворянства та буржуазії. 1647 року брав участь у придушенні повстання левелерів.
Під час другої громадянської війни (1648) під командуванням Томаса Ферфакса придушив роялістські повстання в Кенті та Ессексі. Приймав капітуляцію Кентербері й тримав в облозі Колчестер.
Восени 1648 року, коли стало зрозуміло, що індепенденти втратять владу, якщо не стратять короля, Айртон став одним з організаторів та учасників суду над Карлом І. У листопаді 1648 року Генеральна рада армії прийняла написану Айртоном «Ремонстрацію армії». Документ проголошував народ джерелом влади, з яким король розірвав контракт, внаслідок чого підлягав суду. Саме він підписав йому смертний вирок.
Як помічник Кромвеля, 1649 року пішов в Ірландський похід. Брав участь у штурмі Дрогеди та Вексфорда. Після від'їзду Кромвеля в Англію у травні 1650 року Айртон був призначений лордом-намісником і командувачем англійськими військами в Ірландії. Зіткнувшись із масовим опором населення, Айртон просив англійський уряд встановити для ірландців м'які умови капітуляції. Коли його пропозицію відкинули, енергійно продовжував завоювання. При облозі Лімерика захворів на хворобу, яка перебігала з [[Гарячка|гарячкою], і раптово помер.

## Погляди
Генрі Айртон був автором більшості петицій та звернень армії до парламенту. У «Пунктах пропозицій» і особливо в дебатах на дебатів у Патні у жовтні 1647 року виступав як прихильник «Традиційної конституції», яка передбачала збереження короля та палати лордів, і рішучим ворогом «народоправства». Теорії народного суверенітету Айртон протиставляв концепцію «громадянського суспільства» як сукупності власників. Рішуче виступав проти загального виборчого права, при цьому не приховував, що боїться за «цілісність власності». Виборче право для Айртона — це «право власників», які є носіями «постійного інтересу» в державі.